# Iwan Rheon
Iwan Rheon (Carmarthen, Gal·les, 13 de maig de 1985) és un actor britànic de teatre, cinema i televisió, a més de cantant i compositor. Es va fer conegut a partir dels seus papers de Simon Bellamy a la sèrie Misfits i de Ramsay Bolton a la sèrie Game of Thrones.

## Biografia
És fill d'Einir i de Rheon Tomos, i té un germà gran anomenat Aled. La seva família es traslladà a Cardiff quan ell tenia cinc anys, i amb 17 començà als escenaris en produccions de l'escola dramàtica i més tard debutà a la National Eisteddfod of Wales, abans d'anar-se'n a estudiar a la LAMDA.
Rheon parla amb fluïdesa tant el gal·lès com l'anglès; el gal·lès és la seva primera llengua. Viu a Londres i té un fill, nascut l'agost de 2018, la mare del qual és Zoë Grisedale. Rheon i Grisedale es van separar el 2023.

## Carrera professional

### Actuació
La seva primera gran actuació fou a Eight Miles High el 2008 amb la Royal Court Theatre de Liverpool. Després fou escollit per interpretar el paper de Moritz Steifel a la producció londinenca del rock-musical guanyador d'un Premi Tony Spring Awakening. Iwan continuà interpretant aquest paper durant el gener del 2009 a la Lyric Hammersmith, i continuà quan l'espectacle fou transferit al Novello Theatre, que fou tancat el maig del 2009 (cinc mesos abans del que estava planejat). Amb aquest paper Iwan obtingué una nominació com a Millor Actor Secundari en un musical als What's On Stage Awards i guanyà el Premi Laurence Olivier el 2010 a la mateixa categoria.
Immediatament després de Spring Awakening, Rheon aconseguí un paper a la sèrie de televisió Misfits, on donà vida al nerviós i tímid Simon, qui obtingué el superpoder de la invisibilitat, i posteriorment el de la precognició. La sèrie, transmesa per la cadena E4, fou descrita com «una mescla entre Skins i Herois». El 20 de desembre del 2011, Rheon anuncià a través de twitter que havia deixat la sèrie, juntament amb la seva companya de repartiment Antonia Thomas.
Després d'acabar la primera temporada de Misfits, Rheon aconseguí el paper principal de la nova obra de John Osborne, The Devil Inside Him, al New Theatre Cardiff.
El 2011, també va aparèixer a l'episodi final de Secret Diary of a Call Girl. El 2011, va ser nominat a una Nimfa d'Or a la categoria "Actor destacat - Sèrie dramàtica" pel seu paper a Misfits. Rheon també va fer dues aparicions com a convidat com a personatge de Ben Theodore a la comèdia Grandma's House de Simon Amstell. A principis del 2012, Rheon va filmar el drama criminal i de robatoris The Rise. A la primavera del 2012, va començar a rodar Libertador a Veneçuela i Espanya. Interpreta Daniel O'Leary. El maig del 2012, es va anunciar que havia signat per al drama cruent Driven. El 2013, Rheon va ser escollit com el psicòpata malvat Ramsay Bolton a la sèrie Game of Thrones d'HBO. En els comentaris del DVD de la tercera temporada de la sèrie, els productors David Benioff i D.B. Weiss van esmentar que Rheon havia fet anteriorment una audició per al paper de Jon Neu, però va perdre contra Kit Harington, amb qui Rheon manté una estreta amistat. Va interpretar Ash Weston a la comèdia de situació d'ITV Vicious des del 2013 fins al 2016.
El 2013, Rheon va tenir un paper principal a l'obra de ràdio filosòfica, Darkside, basada en els temes de l'àlbum The Dark Side of the Moon de Pink Floyd. El setembre de 2014, Rheon es va unir al repartiment del programa Our Girl de BBC One com a Dylan "Smurf" Smith. El 2017, es va anunciar que Rheon havia estat escollit per a la sèrie Marvel's Inhumans d'ABC. Rheon va interpretar el guitarrista Mick Mars de Mötley Crüe a la pel·lícula de 2019 The Dirt. El 2021 va protagonitzar A Christmas Number One de Sky Cinema. El 2023 va filmar el llargmetratge de televisió de la BBC Men Up, sobre els primers assajos clínics del fàrmac viagra que van tenir lloc a Swansea el 1994.

### Música
Compositor i cantant des dels 16 anys, Rheon va ser el cantant principal de The Convictions fins que va deixar la banda per dedicar-se a la seva carrera d'actor. El 2010, va gravar el seu primer treball en solitari, Tongue Tied EP, als RAK Studios de Londres, produït per Jonathan Quarmby i Kevin Bacon. L'EP, un llançament de quatre pistes amb guitarra acústica i veu, es va publicar digitalment el juny de 2010.
Va tornar a RAK Studios l'abril de 2011 per gravar el seu segon EP Changing Times, de nou produït per Quarmby i Bacon, amb l'addició de tres músics de suport. Changing Times es va publicar el 10 d'octubre de 2011. El 7 d'abril de 2013, Rheon va publicar el seu tercer EP Bang! Bang! i el 9 d'abril de 2013 va publicar el videoclip de la cançó principal.
Rheon va gravar el seu primer àlbum, Dinard, a RAK Studios a Londres i Tŷ Cerdd Studios a Gal·les. L'àlbum es va publicar l'abril de 2015 i va ser produït per James Clarke i Jim Unwin. Una «col·lecció autofinançada de cançons folk-pop emotives enregistrades durant diversos anys», el títol de l'àlbum fa referència a Dinard, una ciutat de Bretanya, França, on Rheon va conèixer Zoë Grisedale, que era la seva xicota en el moment del llançament de l'àlbum. El periodista musical Neil McCormick va descriure l'àlbum com «una col·lecció absorbent de cançons melancòlices i introspectives, totes escrites per Rheon, que toca la guitarra acústica amb un toc hàbil i canta amb una expressiva, veu aspra».
El 3 de juliol de 2025, Rheon va publicar el seu segon àlbum. Amb el títol I Just Wish I'd Never Gone To Space, l'àlbum està produït per Chris Hyson i inclou un primer senzill anomenat «Forward Motion».

## Filmografia

### Cinema
| Any        | Títol                                             | Personatge      | Notes |
| ---------- | ------------------------------------------------- | --------------- | --- |
| 2011       | Resistance                                        | George          | |
| 2011       | Wild Bill                                         | Pill            | |
| 2012       | The Rise                                          | Dempsey         | conegut com a Wasteland a Nord-amèrica |
| 2012       | The Gospel of Us                                  | ell mateix      | Interpret musical |
| 2013       | Libertador                                        | Daniel O' Leary | Amb Édgar Ramírez (Bolívar), Danny Huston (Martín Torkington), Gary Lewis (coronel James Rooke), Juana Acosta (Manuelita Sáenz) i María Valverde (María Teresa del Toro). |
| 2015       | Mermaid's Song                                    | Randall         | |
| 2016       | Alien Invasion: S.U.M.1                           | S.U.M.1         | |
| 2017       | Daisy Winters                                     | Doug            | |
| 2018       | Hurricane: 303 Squadron                           | Jan Zumbach     | conegut com Mission of Honor als Estats Units |
| 2019       | Berlin, I Love You                                | Greg            | Segment: "Embassy" |
| 2019       | The Dirt                                          | Mick Mars       | |
| 2021       | The Toll                                          | Dom             | conegut com a Tollbooth als Estats Units |
| Barbarians | Adam                                              |                 | |
| 2022       | The Magic Flute – Das Vermächtnis der Zauberflöte | Papageno        | |
| 2022       | Suppression                                       | TBA             | |

### Televisió
| Any        | Títol                       | Personatge                              | Notes                                         |
| ---------- | --------------------------- | --------------------------------------- | --------------------------------------------- |
| 2002-2004  | Pobol y Cwm                 | Macsen White                            | episodi "OB Cafe"                             |
| 2006       | Caerdydd                    | Daniel                                  | 7 episodis                                    |
| 2009−2011  | Misfits                     | Simon Bellamy                           | Temporades 1-3 21 episodis                    |
| 2010       | Coming Up                   | Luka                                    | episodi "I Don't Care"                        |
| 2010, 2012 | Grandma's House             | Ben Theodore                            | 2 episodis                                    |
| 2011       | Secret Diary of a Call Girl | Lewis                                   | episodi # 4.8                                 |
| 2011       | Misfits Erazer              | Simon Bellamy                           | curt especial                                 |
| 2013-2019  | Game of Thrones             | Ramsay Bolton                           | 10 episodis                                   |
| 2013−2016  | Vicious                     | Ash Weston                              | Paper principal, 14 episodis                  |
| 2014       | Our Girl                    | Dylan "Smurf" Smith                     | 5 episodis                                    |
| 2015       | Residue                     | Jonas                                   | 3 episodis                                    |
| 2016       | The Green Hollow            | Sam Knight                              | Telefilm                                      |
| 2017       | Urban Myths                 | Adolf Hitler                            | 1 episodi                                     |
| 2017       | Riviera                     | Adam Clios                              | Recurrent (temporada 1), 13 episodis          |
| 2017       | Marvel's Inhumans           | Maximus                                 | 8 episodis                                    |
| 2017       | Family Guy                  | George Harrison / John Lennon / Locutor | paper de veu; episodi: "Petey IV"             |
| 2019       | PTSD: The War in My Head    | Narrador                                |                                               |
| 2020       | A Special School            | Narrador                                |                                               |
| 2020       | The Snow Spider             | Veu de Gwydion                          |                                               |
| 2021       | American Gods               | Liam Doyle                              | 2 episodis                                    |
| 2021       | The Prince                  | Princep Guillem                         | Paper de veu                                  |
| 2021       | A Christmas Number One      | Blake Cutter                            | Telefilm                                      |
| 2022       | Y Golau                     | Joe Pritchard                           | conegut com a The Light in the Hall en anglès |
| 2023       | Wolf                        | Molina                                  | Recurrent - 6 episodis                        |
| 2023       | Men Up                      | Meurig Jenkins                          | Telefilm                                      |
| 2024       | Those About to Die          | Tenax                                   | 10 episodis                                   |

## Discografia

### EPs
- Tongue Tied EP (2010)
- Changing Times EP (2011)
- Bang, Bang! EP (2013)

### Àlbums d'estudi
- Dinard (2015)
- I Just wish I'd never gone to space (2025)